# Бращайко Михайло Михайлович
Миха́йло Миха́йлович Браща́йко (* 14 жовтня 1883, с. Балажер, Березький комітат, Угорське королівство — † 5 січня 1969, м. Ужгород) — український політичний діяч Закарпаття, Голова конституційно-правничої комісії Сойму Карпатської України.

## Життєпис

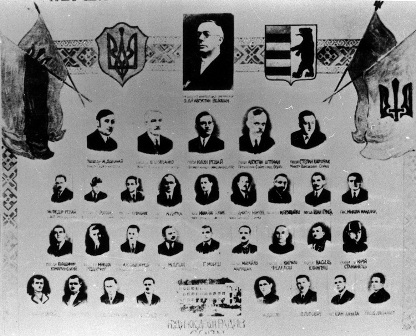
Посли Сойму Карпатської України.
По центру: Президент Карпатської України о. Августин Волошин; Перший ряд зліва направо: Микола Долинай, Юлій Бращайко, Юліян Ревай, Августин Штефан, Степан Клочурак; Другий ряд: Федір Ревай, Степан Росоха, Леонід Романюк, Августин Дутка, Михайло Тулик, Дмитро Німчук, Михайло Бращайко, Іван Грига, Микола Мандзюк; Третій ряд: Володимир Комаринський, Микола Різдорфер, Антон Ернест Олдофреді, Мілош Дрбал, Григорій Мойш, Михайло Марущак, Кирило Феделеш, Василь Климпуш, о. Юрій Станинець; Четвертий ряд: Василь Щобей, Іван Ігнатко, Юрій Пазуханич, Іван Перевузник, Адальберт Довбак, Петро Попович, Іван Качала, Василь Лацанич

Посли Сойму Карпатської України. Зліва направо, зверху вниз: Юліян Ревай, Августин Волошин, Степан Клочурак, Леонід Романюк, Федір Ревай, Августин Штефан, Степан Росоха, Августин Дутка, Юлій Бращайко, Микола Долинай,
Василь Щобей, Володимир Комаринський, Михайло Бращайко, Петро Попович, Василь Климпуш

### Навчання і професійна діяльність
Загальну школу закінчив у селі Нанково та в місті Хусті. Навчався в Ужгородській і Мараморош-Сиґетській гімназіях. Правничу освіту отримав на юридичному факультеті Клузького (Коложварського) й Віденського університетів. Під час навчання у Віденському університеті познайомився із провідними українськими громадськими діячами, депутатами віденського парламенту Кирилом Трильовським, Теофілом Окуневським, Миколою фон Васильком.
У березні 1910 року здобув ступінь доктора права. У жовтні 1913 року склав адвокатський іспит та відкрив власну адвокатську канцелярію в місті Рахові на Закарпатті. Наприкінці року був мобілізований до австрійської армії, в якій прослужив до 1918 р.

### Один із ініціаторів злуки Закарпаття із ЗУНР, УНР
18 грудня 1918 р. виступав на з'їзді Мараморощини у Сигіті, де було обрано Сигітську Народну Раду (також мали слово Клочурак Степан , Климпуш Василь — Ясіня, Августин Штефан — Рахів, Йосипчук Василь — Великий Бичків).
У 1919 році — один з ініціаторів проведення Всенародного конгресу угорських русинів, у 1918–1919 рр. — делегат від Закарпаття в уряді ЗУНР. Був головою «Всенародних зборів угро-руського народу» в Хусті, на яких 21 січня 1919 р. прийнято рішення про возз'єднання краю з Українською народною республікою.

### Громадсько-політична діяльність при чеській владі
За чеської окупації Закарпаття у квітні 1921 р. був членом чехословацько-румунської демілітаризаційної комісії з урегулювання питань кордонів. 22 березня 1922 р. брав участь у міжпартійній нараді з обговорення «Плану програми уряду Чехословацької республіки відносно проблеми Підкарпатської Русі». У 1923 р. переїхав до Ужгорода, де відкрив власну адвокатську канцелярію, діяльність в якій вів до жовтня 1938 р.
Проводив активну українську громадсько-політичну та культурно-освітню діяльність:
- один із засновників Руської хліборобської партії та її секретар, а згодом і голова;
- редактор її партійного органу «Руська Нива» (1920–24), в якому публікував чисельні публіцистичні статті;
- заступник голови Християнської народної партії (1924–38);
- член партії Українське Національне Об'єднання (1938–39).
- член «Українського Правничого Товариства в Ч. С.Р.» (Прага) та «Союзу Українських Адвокатів у Львові».

У 1932–38 роках — видавець і редактор суспільно-політичного двотижневика національно-демократичного напряму «Українське слово». Також був у цей період директором «Руського театру» і членом товариства «Просвіта» в Ужгороді. Входив до правління «Просвіти», допомагав товариству власними коштами, що врятувало від продажу його майна у грудні 1934 р.

### Діяльність в Карпатській Україні
У жовтні 1938 р. Михайло Бращайко разом з урядом Августина Волошина переїхав до Хуста. Тут працював нотаріусом, обраний депутатом до першого Сейму Карпатської України, в якому був головою конституційно-правничої комісії.
Став автором проекту закону про назву, мову, прапор, герб та гімн Карпатської України, який сейм прийняв одноголосно 15 березня 1939.
Того самого дня зачитав маніфест, який проголосив незалежність Карпатської України.
Після окупації Карпатської України угорцями зазнав переслідувань та декілька місяців провів у в'язниці. Від 1940 працював при сирітській секції — опікунському уряді, який входив до складу жупної адміністрації у різних містах Закарпаття (10.01.1941 — 25.10.1944 в Хусті).

### Після встановлення радянської влади
У 1945 радянська влада призначила Михайла Бращайка керівником групи у відділі уповноваженого Народної ради Закарпатської України (НРЗУ) у справах юстиції в Ужгороді. Входив до першого складу «Організаційного бюро народної адвокатури Закарпатської України», яке займалося процедурою прийому до числа адвокатів. Працював адвокатом в юридичній консультації, однак 1948 року його звільнили.
Жив на випадкові заробітки, зокрема, перекладав з української та російської на угорську мову та з угорської на українську мову.
Помер 5 січня 1969 року. Похований в Ужгороді.

## Праці
- «Чесько-руські взаємини» (1923),
- «Мадярсько-руський словарь» (1928, співавт.),
- «Тарас Шевченко» (1931).